# ای-ایز
ای-ایز (به لاتین: Ai-Ais) یک منطقهٔ مسکونی در نامیبیا است.